# He (バンド)
he（ヒー）は日本のロックバンド。
2003年8月結成。2018年11月解散。

## メンバー
- 芝田大樹（ボーカル、ギター）
  - 河野享介（Sunmarine）、川崎亘一（the band apart）、三宅隆文（Rega (バンド)、mahol-hul）らとBlack onyx onyxを結成[1]。
- 重信貴俊（ベース、ボーカル）
  - 佐藤誠士（ex.ala）らとbrute in forestを結成。
- 大谷武史（ギター、パーカッション、コーラス）
  - 2012年11月に結成されたARDBECKのメンバーとしても活動していた。（音楽性や方向性の違いなどから脱退）
  - BiSの「Fly」等の松隈ケンタプロデュース楽曲に参加。
  - 2016年よりFINAL FRASHにサポートギターとして参加。
- 高橋勇樹（ドラムス）
  - 2015年よりdustboxにドラマーとして加入。

## 概要
メンバーそれぞれのバンドの間での交流から同じ学校の先輩後輩で結成された。初期にはポストロックやUSギター・ロックの影響がみられ、複雑なコード進行や展開と2本のギターが絡み合う爽やかなサウンド、メロウなメロディーが特徴。歌詞は英語で、芝田がメインボーカルをとる曲と重信がメインボーカルをとる曲、ツインボーカルの曲とがある。
初期以降は変拍子等の奇抜なアンサンブルを多用したポストロック的なアプローチよりも歌に比重が置かれるようになり、伸びやかなメロディが特長的な楽曲が多くなっている。　また、シングル『Birds』からはピアノを取り入れた楽曲も発表している。
バンド名の「he」は「彼」のheで、バンド名で曲を連想をされたくなかった重信が無機質な名前を考えており、ある日辞書をめくっていたところ偶然「he」が目に留まり決定した。
重信が凛として時雨のドラマー、ピエール中野と高校の同級生で、ピエール中野は凛として時雨に加入する以前はheで叩いており、デモCDのドラムはピエール中野が担当している。

## 来歴
- 2003年8月 結成。
- 2005年、ミニアルバム『FURTHER SHORE』でK-PLANからデビュー。
- 2006年、1stフルアルバム『in sequence』をリリース。
- 2008年、2ndフルアルバム『hir large crimps』をリリース。
- 2009年、独立、レーベル移籍。次作から三上美容院からのリリースとなる。
- 2010年、3rdフルアルバム『Three lines on Paper』をリリース
- 2011年、12月19日のライブを以って、ギターの大谷武史がモチベーションの限界から脱退。後任ギタリストとして和田一真（元ルリタテハ、brute in forest ）が加入。
- 2012年、ギターの和田は台湾でのライブに参加するが、6月に行われる自主企画を目前に失踪、6月に脱退となる。また、昨年脱退した大谷が改めてギターとして再加入。
- 2013年、結成10周年を迎え、シングル『Birds』とアニバーサリーアルバム『Re;takes』を二作品同時リリース。[4]
- 2014年、4thフルアルバム『ZELKOVA』をリリース。[5]
- 2018年11月6日の新代田FEVERでの公演を以て解散した。

## 作品

### DVD
- STUDIO VANQUISH TOUR（2008年02月2日）
  - the band apart、WRONG SCALE、he、the court、avengers in sci-fi、susquatchが参加した、スタジオ「STUDIO VANQUISH」主催のツアーの映像作品。
  - 「Walrus」「designed」収録

## ミュージックビデオ
| 監督     | 曲名                                |
| 青木亮二 | 「tracks and noise」                |
| 末吉のぶ | 「further shore」「murmur」「Echo」 |
| 竹内大輔 | 「designed」                        |
| 武藤義明 | 「sleet (Live Ver.)」               |
| 不明     | 「outward」「FREE」                 |

## タイアップ
| 曲名          | タイアップ                 |
| ------------- | -------------------------- |
| further shore | テレビアニメ『BECK』挿入歌 |
| empty         | テレビアニメ『BECK』挿入歌 |

## 主なライブ

### ワンマンライブ・主催イベント
- 2005年 - he "FURTHER SHORE" TOUR
- 2006年 - in sequence TOUR
w/ASPARAGUS/ZARIGANI5/soulkids/the band apart/WRONG SCALE/mule
- 2008年 - he "hir large crimps" release tour
- 2009年 - he "WILLOW WEEP FOR HIM ONE MAN SHOW!!"
- 2010年 - he PRESENTS"Three lines on Paper"Tour
- 2012年 - the man who came back so early!!!
- 2013年 - he presents "WILLOW WEEP FOR HIM"
- 2014年 - he LIVE TOUR ZELKOVA
- 2014年 - -ONEMAN LIVE 2014-
- 2015年 - he Presents "12th year"
- 2016年 - he presents "13th year"

### 出演イベント
- 2008年04月26日 - ARABAKI ROCK FEST.08
- 2011年08月28日 - ARABAKI ROCK FEST.11
- 2011年11月06日 - the band apart"SMOOTH LIKE BUTTER TOUR Autumn 2011"
- 2012年11月27日 - SHIBUYA CYCLONE 15th ANNIVERSARY
- 2013年01月27日 - VJ-3 佐伯 PRESENTS"KEYTALK&SHIT HAPPENING Wレコ発!!"
- 2014年09月09日 - winnie Nostalgic Evolution Tour
- 2014年11月18日・19日・20日 - Half-Life “〆” Release Tour 2014 ～タケトにくびったけ～
- 2014年12月06日 - GMC2014
- 2015年05月12日 - " NEW GENERATION " #07
- 2015年07月11日 - HEAVEN'S ROCK 12th Anniversary
- 2015年12月23日 - HiLiNE WiNTER FES 2015-仙台まちなか芸術祭-

### インタビュー
- ORICON STYLE(2006年4月)
- Loft Project(2006年)